# Gérard Debaets
Gerard Debaets (Kortrijk, 17 aprile 1899 – North Haledon, 27 aprile 1959) è stato un ciclista su strada, pistard e ciclocrossista belga, primo corridore a vincere due edizioni del Giro delle Fiandre, nel 1924 e 1927.

## Carriera
Professionista dal 1923 a inizio anni quaranta, vinse due edizioni del Giro delle Fiandre (1924 e 1927), una Parigi-Bruxelles, un Campionato belga di ciclismo su strada (entrambi nel 1925) e una Bruxelles-Parigi (1926). Specialista delle gare in linea, ottenne piazzamenti anche in altre importanti corse degli anni venti, fra cui la Parigi-Roubaix, lo Scheldeprijs, il Giro della Provincia di Milano, la Bordeaux-Parigi e la Berlino-Cottbus-Berlino. Nel 1925 venne anche invitato al Grand Prix Wolber, concludendolo al quinto posto, mentre nel 1927 rappresentò il suo paese nella prima storica edizione dei campionati del mondo per professionisti.
Emigrato negli Stati Uniti d'America a partire da fine anni venti, continuò la carriera soprattutto come pistard vincendo le principali Sei giorni del Nord America, fra cui sei edizioni della Sei giorni di New York. Si naturalizzò statunitense il 17 dicembre 1944.

## Palmarès

### Strada
- 1920 (Dilettanti)

Liegi-Verdun
- 1923 (Indipendenti, due vittorie)

Giro delle Fiandre Indipendenti
Circuit Disonais
- 1924 (Labor, quattro vittorie)

Giro delle Fiandre
1ª tappa Critérium des Aiglons (Parigi > Cherbourg)
2ª tappa Critérium des Aiglons (Cherbourg > Parigi)
Classifica generale Critérium des Aiglons
- 1925 (Individuale, due vittorie)

Parigi-Bruxelles
Campionati belgi, Prova in linea
- 1926(Alcyon, una vittoria)

Bruxelles-Parigi
- 1927 (J.B.Louvet/Opel Z.R. III, una vittoria)

Giro delle Fiandre

### Altri successi
- 1925 (Individuale, due vittorie)

Acht van Brasschaat (criterium)
Circuit de Soissons (criterium)

### Pista
- 1925 (Individuale, una vittoria)

Sei giorni di New York #2 (con Alfons Goossens)
- 1927 (J.B.Louvet/Opel Z.R. III, una vittoria)

Sei giorni di Detroit (con Anthony Beckman)
- 1928 (Alcyon, due vittorie)

Sei giorni di New York #1 (con Franco Giorgetti)
Sei giorni di Chicago (con Anthony Beckman)
- 1929 (Individuale, due vittorie)

Sei giorni di New York #2 (con Franco Giorgetti)
Sei giorni di New York #3 (con Franco Giorgetti)
- 1930 (Individuale, due vittorie)

Sei giorni di New York #1 (con Gaetano Belloni)
Sei giorni di Chicago (con Anthony Beckman)
- 1933 (Individuale, quattro vittorie)

Sei giorni di New York (con Alfred Letourneur)
Sei giorni di Chicago (con Alfred Letourneur)
Sei giorni di Toronto (con Alfred Letourneur)
Sei giorni di Montréal (con Alfred Letourneur)
- 1934 (Individuale, cinque vittorie)

Sei giorni di New York #1 (con Alfred Letourneur)
Sei giorni di Chicago #1 (con Alfred Letourneur)
Sei giorni di Buffalo #1 (con Alfred Letourneur)
Sei giorni di Detroit #1 (con Alfred Letourneur)
Sei giorni di Filadelfia (con Alfred Letourneur)
- 1936 (Individuale, una vittoria)

Campionati statunitensi, Mezzofondo

## Piazzamenti

### Grandi Giri
- Tour de France

1924: ritirato (1ª tappa)

### Classiche monumento
- Giro delle Fiandre

1924: vincitore
1925: 19º
1927: vincitore
- Parigi-Roubaix

1924: 7º
1925: 7º
1926: 15